# Хрушковица
Хрушковица (хрв. Hruškovica) је насељено место у саставу града Врбовец, Загребачка жупанија, Хрватска.

## Историја
До територијалне реорганизације у Хрватској била је у саставу старе општине Врбовец.

## Становништво
У попису становништва из 2011. године, Хрушковица је имала 71 становника.
| Број становника према пописима | Број становника према пописима | Број становника према пописима | Број становника према пописима | Број становника према пописима | Број становника према пописима | Број становника према пописима | Број становника према пописима | Број становника према пописима | Број становника према пописима | Број становника према пописима | Број становника према пописима | Број становника према пописима | Број становника према пописима | Број становника према пописима | Број становника према пописима |
| ------------------------------ | ------------------------------ | ------------------------------ | ------------------------------ | ------------------------------ | ------------------------------ | ------------------------------ | ------------------------------ | ------------------------------ | ------------------------------ | ------------------------------ | ------------------------------ | ------------------------------ | ------------------------------ | ------------------------------ | ------------------------------ |
| 1857                           | 1869                           | 1880                           | 1890                           | 1900                           | 1910                           | 1921                           | 1931                           | 1948                           | 1953                           | 1961                           | 1971                           | 1981                           | 1991                           | 2001                           | 2011                           |
| 112                            | 102                            | 119                            | 145                            | 173                            | 193                            | 164                            | 165                            | 143                            | 132                            | 111                            | 96                             | 81                             | 56                             | 53                             | 71                             |

## Галерија
- улаз у насеље
- силос
- куће
- распеће